# Strašice v Pošumaví

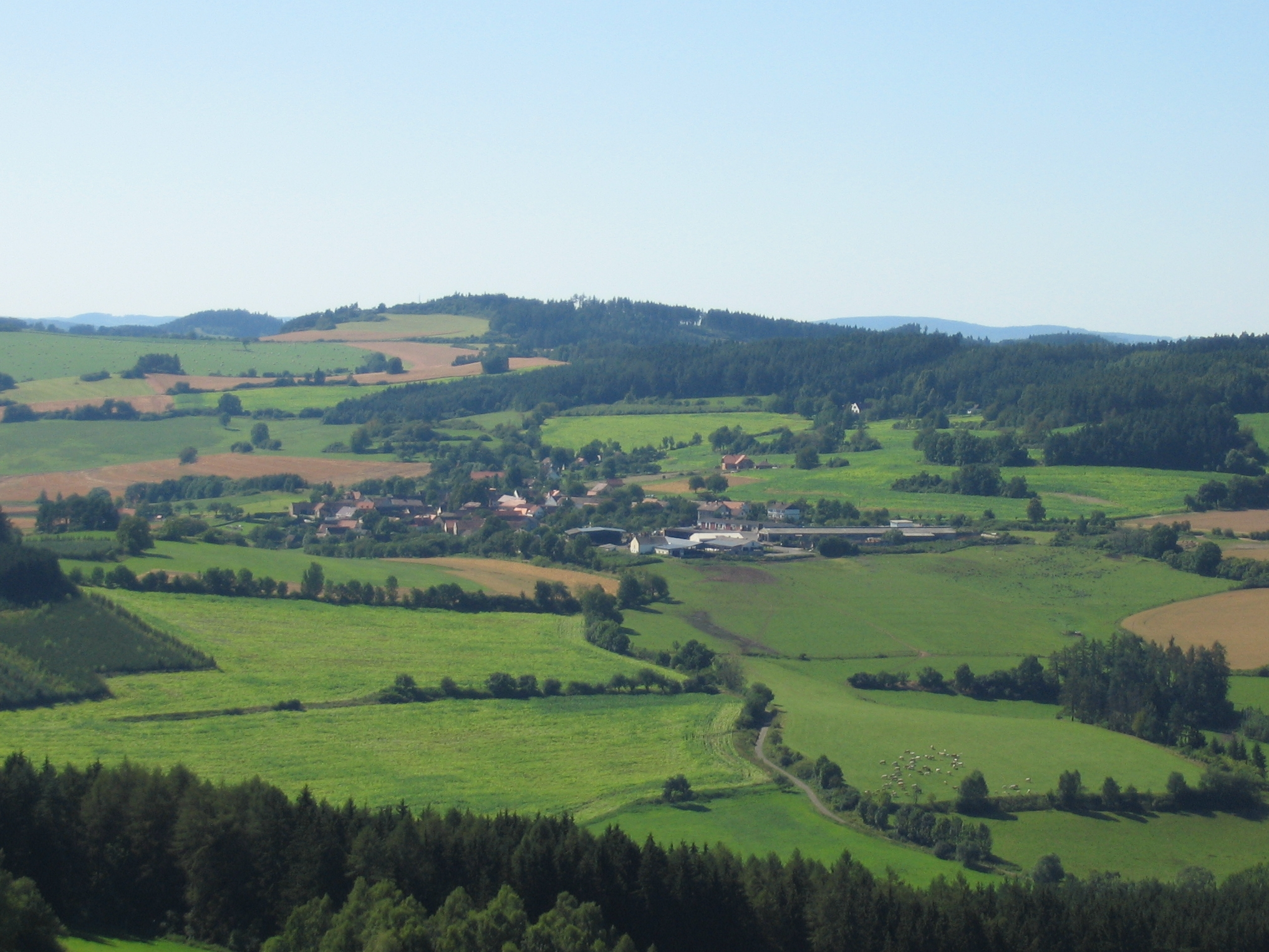
Blick vom Hoslovický vrch auf Strašice

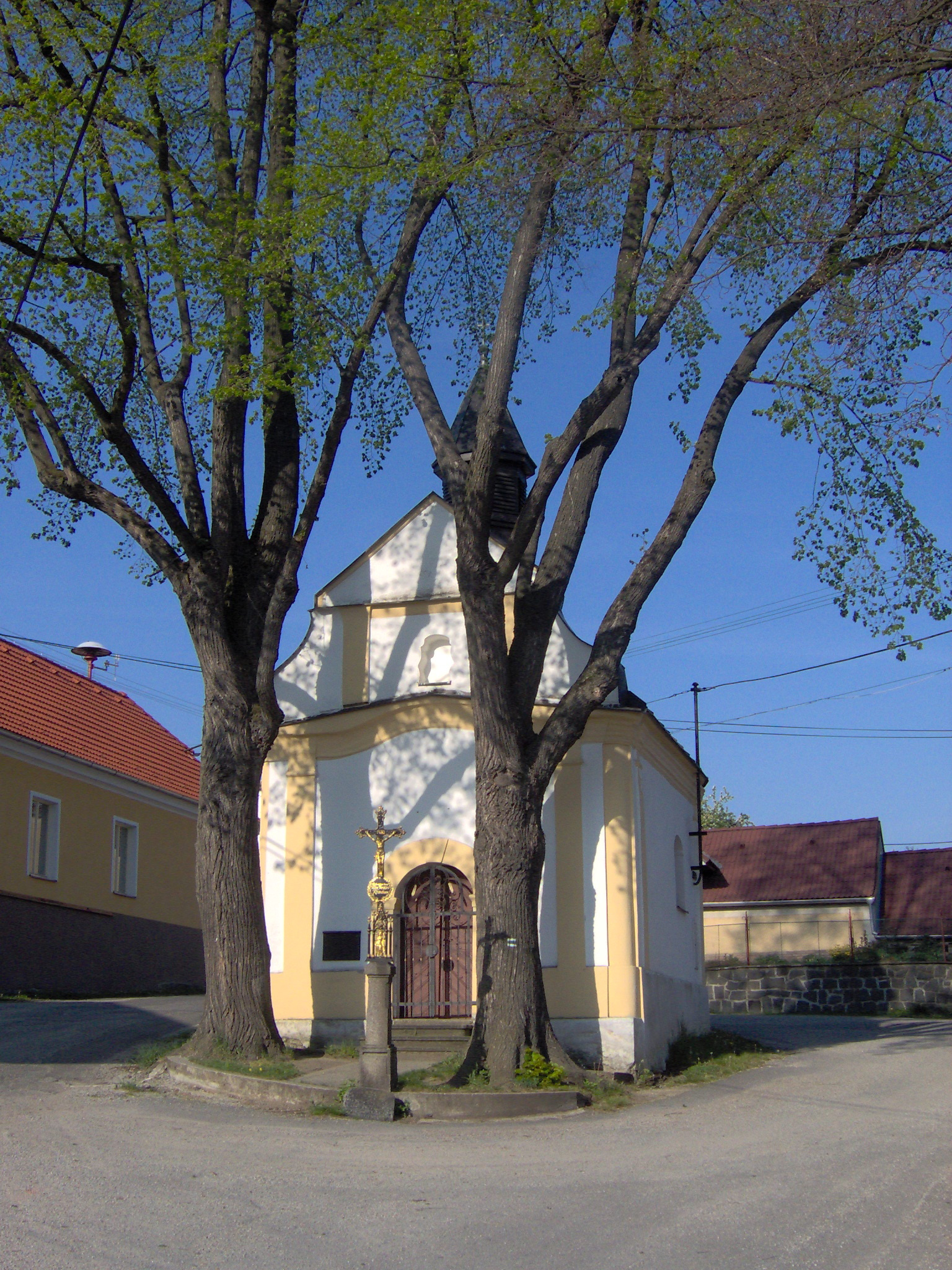
Kapelle Mariä sieben Schmerzen

Strašice [ˈstraʃɪt͡sɛ] (deutsch Straschitz) ist eine Gemeinde in Tschechien. Sie liegt 15 Kilometer südwestlich von Strakonice in Südböhmen und gehört zum Okres Strakonice.

## Geographie

### Geographische Lage
Strašice befindet sich im Vorland des Böhmerwaldes. Das Dorf liegt linksseitig über dem Tal des Baches Novosedelský potok, der hier auch Kolčava genannt wird. Nördlich erhebt sich der Bloudím (685 m), im Osten die Hůrka (626 m), südöstlich der Hoslovický vrch (674 m) und die Pohorky (605 m), im Südwesten die Buková skála (766 m), der Kůstrý (837 m), der Altán (845 m) und die Malečská hora (833 m), westlich der Na Pláni (737 m) sowie im Nordwesten die Na Mštětíně (714 m).

### Gemeindegliederung
Die Gemeinde Strašice besteht aus den Ortsteilen Škůdra (Skudra) und Strašice (Straschitz) sowie den Einschichten Na Litině, U Rejšků, Prachař und Smítka.

### Nachbargemeinden
Nachbarorte sind Vojnice, Krejnice, Na Litině, Ohrazenice und Škůdra im Norden, Tažovice, Skalice, Předměstí und Zvotoky im Nordosten, Hodějov und Smítka im Osten, Hoslovice, Pohodnice und Hořejšice im Südosten, Nová Ves, Prachař, U Rejšků, Na Bláních und Víska im Süden, Panské Mlýny, Lhota pod Kůstrým, U Matějů, U Poulů, Parýzek, Nahořánky, Obnoží und Věštín im Südwesten, Damíčské Chalupy, V Chaloupkách, Damíč und Soběšice im Westen sowie Bukovník und Mačice im Nordwesten.

## Geschichte
Die erste schriftliche Erwähnung von Strašice erfolgte im Jahre 1365.
Das wahrscheinlich in der Endphase der Landeskolonisation entstandene Dorf bestand aus ca. zehn bis zwölf Gehöften und lag damit im Größendurchschnitt mittelalterlicher Dörfer. Weitere Erweiterungen durch Landzuteilungen erfolgten nicht. Am 22. August 1368 verkaufte Nikolaus von Kanicz die Hälfte des Hofes Strašice an den Prior Hermann und den gleichnamigen Subprior vom Konvent des ritterlichen Malteserordens in Strakonice. Am 9. September 1413 schlossen Sulek von Zálezly, Zikmund von Frymburk auf Krejnice sowie Armal und Dašek von Strakonice mit dem Strakonitzer Großprior Heinrich von Neuhaus einem Vertrag über den Verkauf der Einkünfte aus den Mühlen bei Strašice. In der ersten Hälfte des 16. Jahrhunderts gehörte ein Anteil von Strašice einem Píseker Bürger, dessen Besitzrechte über zwei Bauern am 6. Mai 1542 in der Landtafel erneuert wurden. 1546 konnte er noch weiteren Besitz und Rechte in Strašice, Škudra, Vojnice, Kanice und Kladruby hinzuerwerben. Wegen der Teilnahme der Königlichen Stadt Písek am Ständeaufstand gegen Kaiser Ferdinand I. wurden deren Güter konfisziert. Im Jahre 1549 verkaufte die Hofkammer die eingezogenen Píseker Besitzungen bei Strakonice an Adam Kotz von Dobrz auf Ohrazenice. In der berní rula von 1652 sind für Strašice acht Bauernwirtschaften aufgeführt, von denen zwei wüst lagen; südlich des Dorfes besaß Vondřej Prachař an der Kolčava eine Chaluppe und eine einrädrige Mühle. Im Jahre 1840 bestand Straschitz/Stražice aus 53 Häusern mit 314 Einwohnern. Davon gehörten 30 Häuser zur Herrschaft Strakonitz, 13 zum Gut Niemtschitz, neun zum Gut Wohraženitz (Ohrazenice) und eines zum Gut Wognitz (Vojnice). Im Dorf gab es eine Schule, abseitig lag eine Mühle (Prachař). Pfarrort war Wolenitz. Bis zur Mitte des 19. Jahrhunderts blieb das Dorf immer zwischen vier Herrschaften geteilt. Die Bewohner lebten von der Landwirtschaft, die jedoch wegen der steinigen Äcker wenig ertragreich blieb.
Nach der Aufhebung der Patrimonialherrschaften bildete Strašice/Straschitz ab 1850 eine Gemeinde Skudra in der Bezirkshauptmannschaft und dem Gerichtsbezirk Strakonice. 1864 begann der Bau eines neuen Schulhauses, in dem im Jahr darauf der Unterricht aufgenommen wurde. Am 1. April 1976 wurde Škůdra mit Zvotoky eingemeindet. Nach einem Referendum löste sich Zvotoky am 24. November 1990 wieder von Strašice los und bildete eine eigene Gemeinde. Sitz des Gemeindeamtes sowie der Bücherei ist die ehemalige Dorfschule.
Die im Laufe des 20. Jahrhunderts stillgelegten Mühlen an der Kolčava dienen heute Erholungszwecken. Zwischen den Mühlen Rejškův mlýn und Prachař entstand im Kolčava-Tal ein Feriencamp mit Schwimmbad. Von den 77 Häusern im Ortsteil Strašice sind nur noch 35 ständig bewohnt.

## Wappen
Seit 2009 führt die Gemeinde ein Wappen und Banner. Beide sind jeweils diagonal in ein blaues und goldenes Feld geteilt. Das blaue Feld zeigt einen goldenen Ast, der den Ortsteil Škůdra symbolisiert, der am 18. Oktober 1045 in einer Schenkungsurkunde Herzog Břetislavs I. an das Stift Breunau als Scodra erstmals erwähnt wurde. Die drei schwarzen Mühlräder auf goldenem Grund stehen für Strašice und symbolisieren die früher auf Strašicer Flur an der Kolčava betriebenen Mühlen Rejškův mlýn, Prachař und Smitka.

## Kultur und Sehenswürdigkeiten
- Kapelle Mariä Sieben Schmerzen in Strašice
- Gehöfte in Volksbauweise aus dem 19. Jahrhundert in Strašice
- Kapelle in Škůdra, erbaut 1831
- Kapelle mit Statue des hl. Johannes von Nepomuk an der Brücke über die Kolčava beim Rejškův mlýn
- Kapelle am Hügel Stará Škůdra nördlich von Škůdra. Nach Überlieferungen soll sie entweder zum Ende des Dreißigjährigen Krieges zum Gedenken an verstorbene schwedische Soldaten oder auch Mitte des 18. Jahrhunderts für Französische Soldaten errichtet worden sein.